# John Phiri
John Phiri (ur. 3 maja 1962) – zimbabwejski piłkarz występujący na pozycji pomocnika.

## Kariera w Polsce
W 1993 roku John Phiri trafił do grającego w I lidze Sokoła Pniewy. Rozegrał 24 ligowe mecze. Po sezonie przeniósł się do Warty Poznań, w której grał jedynie w rundzie jesiennej. Zdołał wystąpić w 4 spotkaniach. W sumie w polskiej lidze rozegrał 28 meczów i nie strzelił ani jednej bramki.

## Statystyki
| Sezon         | Klub         | Rozgrywki | Mecze | Gole |
| ------------- | ------------ | --------- | ----- | ---- |
| 1993/1994     | Sokół Pniewy | I liga    | 24    | 0    |
| 1994/1995 (j) | Warta Poznań | I liga    | 4     | 0    |